# Púbol
Púbol es una entidad de población del municipio de La Pera, localizado en la comarca de Bajo Ampurdán, en la provincia de Gerona, Cataluña, España. Forma, junto a Cadaqués y Figueras, el denominado "Triángulo Daliniano". En 2021 tenía 141 habitantes.
En 1962, el artista Salvador Dalí compró el castillo de Púbol como regalo para su amante, esposa y musa, Elena Diakonova, Gala. Ambos vivieron en el castillo hasta sus respectivos fallecimientos, ocurridos en 1982 y 1989. En 1982, Dalí recibió del Rey Juan Carlos I el Marquesado de Dalí de Púbol.